# Eristalis tundrarum
Eristalis tundrarum är en tvåvingeart som beskrevs av Frey 1932. Eristalis tundrarum ingår i släktet slamflugor, och familjen blomflugor.
Artens utbredningsområde är Finland. Inga underarter finns listade i Catalogue of Life.